# Trudy Groenman
Gertruida Johanna "Trudy" Groenman (Groningen, 15 januari 1944) is een voormalig tennisspeelster uit Nederland. Trudy Groenman speelde in de jaren 1960 jaren competitie bij het Groningse GLTB, om later over te stappen naar De Metselaars in Scheveningen. Op zeventienjarige leeftijd werd zij Nederlands kampioen bij de junioren (1961). Trudy Groenman is linkshandig. Door haar aanvallende speelstijl werd zij vergeleken met Billie Jean King.

## Loopbaan
Groenman was Nederlands kampioen in 1964, 1965 en 1966. In 1964 won zij de NK damesdubbel samen met Anja Lepoutre, met wie zij aanvankelijk samenspeelde bij de Groningse tennisclub GLTB. Tijdens het NK van 1965 en 1971 won zij met Els Spruyt. In 1964 won zij het NK gemengd dubbelspel met Tom Okker. Op Wimbledon behaalde zij in 1966 de kwartfinale, en samen met Tom Okker in 1964 de halve finale gemengd dubbelspel. In 1967 stond zij in de finale van het US Indoor-toernooi waar zij verloor van de Amerikaanse Billie Jean King.
Op 12 december 1969 huwde Groenman met Christiaan Gerrit Walhof. Daardoor speelde zij enige tijd onder de naam Trudy Walhof-Groenman. Zij stopte daarna met tennis en kreeg twee kinderen. Op latere leeftijd nam zij het tennisracket weer op, en zij werd zesmaal Nederlands kampioen bij de veteranen. Op 7 september 1987 trad Groenman ten tweeden male in het huwelijk, met Marinus Anton Hoolboom. Zij wonen nu in Den Haag en zij is meer met golf dan met tennis bezig.

## Titels op de Nederlandse Tenniskampioenschappen
Bron: Nationale Tenniskampioenschappen.
- Enkelspel: 1964, 1965, 1966
- Damesdubbelspel: 1964 (met Anja Lepoutre), 1965 en 1971 (beide met Els Spruyt)
- Gemengd dubbelspel: 1962, 1964 en 1966 (alle met Tom Okker)

## Resultaten grandslamtoernooien
| Legenda | Legenda                          |
| ------- | -------------------------------- |
| g.t.    | geen toernooi gehouden           |
| l.c.    | lagere categorie                 |
| –       | niet deelgenomen                 |
| G       | uitgeschakeld in de groepsfase   |
| 1R      | uitgeschakeld in de eerste ronde |
| 2R      | uitgeschakeld in de tweede ronde |
| 3R      | uitgeschakeld in de derde ronde  |
| 4R      | uitgeschakeld in de vierde ronde |
| KF      | uitgeschakeld in de kwartfinale  |
| HF      | uitgeschakeld in de halve finale |
| F       | de finale verloren               |
| W       | het toernooi gewonnen            |
| w-v     | winst/verlies-balans             |

### Enkelspel
| toernooi        | 1963 | 1964 | 1965 | 1966 | 1967 |    | 1970 | 1971 | 1972 | 1973 |
| --------------- | ---- | ---- | ---- | ---- | ---- | -- | ---- | ---- | ---- | ---- |
| Australian Open | –    | –    | –    | –    | –    | –  | –    | –    | –    |      |
| Roland Garros   | –    | –    | 2R   | –    | 1R   | –  | 2R   | 3R   | –    |      |
| Wimbledon       | –    | 4R   | 2R   | KF   | 3R   | 2R | 2R   | 3R   | 2R   |      |
| US Open         | 2R   | 1R   | –    | –    | –    | –  | –    | –    | –    |      |

### Vrouwendubbelspel
| toernooi        | 1964 | 1965 | 1966 | 1967 |    | 1970 | 1971 | 1972 | 1973 |
| --------------- | ---- | ---- | ---- | ---- | -- | ---- | ---- | ---- | ---- |
| Australian Open | –    | –    | –    | –    | –  | –    | –    | –    |      |
| Roland Garros   | –    | 3R   | –    | 2R   | –  | KF   | 1R   | –    |      |
| Wimbledon       | 2R   | 3R   | 3R   | 3R   | 3R | 2R   | 1R   | 3R   |      |
| US Open         | –    | –    | –    | –    | –  | –    | –    | –    |      |

### Gemengd dubbelspel
| toernooi        | 1964 | 1965 | 1966 | 1967 |      | 1970 | 1971 | 1972 | 1973 |
| --------------- | ---- | ---- | ---- | ---- | ---- | ---- | ---- | ---- | ---- |
| Australian Open | –    | –    | –    | –    | g.t. | g.t. | g.t. | g.t. |      |
| Roland Garros   | –    | 2R   | –    | KF   | –    | –    | –    | –    |      |
| Wimbledon       | HF   | 2R   | 3R   | 1R   | 1R   | 3R   | 2R   | 3R   |      |
| US Open         | 1R   | –    | –    | –    | –    | –    | –    | –    |      |